# Étoile Filante de Lomé
Étoile Filante de Lomé – togijski klub piłkarski, grający w pierwszej lidze togijskiej, mający siedzibę w mieście Lomé.

## Historia
Klub został założony w 1932 roku. W 1934 roku wywalczył swój pierwszy w historii tytuł mistrza kraju. Przed uzyskaniem niepodległości przez Togo jeszcze dziesięciokrotnie zostawał mistrzem w latach 1937, 1938, 1940, 1945, 1947, 1948, 1949, 1953, 1959 i 1960. Z kolei już po uzyskaniu niepodległości siedmiokrotnie sięgał po tytuł mistrzowski w latach 1961, 1962, 1964, 1965, 1967, 1968 i 1992. Klub dwukrotnie zdobył Coupe du Togo przed uzyskaniem niepodległości (1956, 1958) i dwukrotnie po uzyskaniu niepodległości (1961, 1994). Klub osiągnął również sukces międzynarodowy. W 1968 roku dotarł do finału Pucharu Mistrzów. W finałowym dwumeczu uległ jednak zairskiemu TP Englebert (4:1 u siebie i 0:5 na wyjeździe).

## Stadion
Domowe mecze klub rozgrywa na stadionie o nazwie Stade Oscar Anthony w Lomé. Stadion może pomieścić 2000 widzów.

## Sukcesy
- Première Division du Togo:

przed uzyskaniem niepodległości przez Togo
mistrzostwo (11): 1934, 1937, 1938, 1940, 1945, 1947, 1948, 1949, 1953, 1959, 1960
po uzyskaniu niepodległości przez Togo
mistrzostwo (7): 1961, 1962, 1964, 1965, 1967, 1968, 1992
- Coupe du Togo:

zwycięstwo (4): 1956, 1958, 1961, 1994
finalista (1): 1996
- Puchar Mistrzów:

finalista (1): 1968

## Występy w afrykańskich pucharach
| Sezon | Rozgrywki                 | Runda   | Kraj     | Klub            | Dom | Wyjazd | Dwumecz                  |
| ----- | ------------------------- | ------- | -------- | --------------- | --- | ------ | ------------------------ |
| 1966  | Puchar Mistrzów           | 1       | Ghana    | Asante Kotoko   | 0–3 | 0–3    | 0–6                      |
| 1968  | Puchar Mistrzów           | 1       |          | US Wagadugu     | 2–0 | 4–1    | 6–1                      |
| 1968  | Puchar Mistrzów           | 1/4     | Gwinea   | Conakry II      | 3–0 | 2–0    | 5–0                      |
| 1968  | Puchar Mistrzów           | 1/2     | Kenia    | Abaluhya United | 4–0 | 0–2    | 4–2                      |
| 1968  | Puchar Mistrzów           | finał   | Zair     | TP Englebert    | 4–1 | 0–5    | 4–6                      |
| 1969  | Puchar Mistrzów           | 1       | Niger    | Secteur 6       | 3–0 | 5–1    | 8–1                      |
| 1969  | Puchar Mistrzów           | 1/4     | Zair     | TP Englebert    | 1–0 | 1–4    | 2–4                      |
| 1993  | Puchar Mistrzów           | wstępna | Liberia  | LPRC Oilers     | –   | –      | walkower dla LPRC Oilers |
| 1995  | Puchar Zdobywców Pucharów | 1       | Mali     | AS Nianan       | 0–2 | 1–0    | 1–2                      |
| 1996  | Puchar CAF                | 1       | Algieria | MC Oran         | 1–1 | 1–3    | 2–4                      |
| 1998  | Puchar CAF                | 1       | Tunezja  | CS Sfaxien      | 0–0 | 0–4    | 0–4                      |

## Reprezentanci kraju grający w klubie
Stan na wrzesień 2016.
| - Kossi Agassa - Franck Atsou - Yao Aziawonou - Nouhoum Cissé - Kodjo Djoumassesse - Jacques Goumai - Kassim Guyazou - Mohamed Kader - Blaise Kouma - James Loembe | - Emmanuel Mathias - Kodjovi Obilalé - Lantame Ouadja - Sadat Ouro-Akoriko - Tadjou Salou - Tommy Sylvestre - Mamam Cherif Touré - Claude Videgla - Nafiou Yorou |